# شارون إي. سوتون
شارون إي. سوتون (بالإنجليزية: Sharon Sutton)‏ هي مهندسة معمارية أمريكية، ولدت في 1941 في سينسيناتي في الولايات المتحدة.